# Браги
Браги е скандинавски бог на поетите.
В поемите от Еда Браги забранява на Локи да влиза в залата, но забраната е отменена от Один. След това Локи поздравява всички богове и богини. Браги щедро предлага меча, коня и пръстена си като подарък за мир, но Локи го обвинява в малодушие и заявява, че Браги е най-страхлив за борба измежду асите и елфите в залата. Браги отговяра, че ако са отвън, би взел главата на Локи, но Локи повтаря обвиненията си. Когато съпругата на Браги, Идун, се опитва да го успокои, Локи ѝ казва, че прегръща убиеца на брат си.